# Huacalera
Huacalera är en ort i Argentina.   Den ligger i provinsen Jujuy, i den norra delen av landet, 1 400 km nordväst om huvudstaden Buenos Aires. Huacalera ligger 2 703 meter över havet och antalet invånare är 767.
Terrängen runt Huacalera är bergig söderut, men norrut är den kuperad. Huacalera ligger nere i en dal som går i nord-sydlig riktning. Runt Huacalera är det mycket glesbefolkat, med 5 invånare per kvadratkilometer.. Närmaste större samhälle är Tilcara, 16,4 km söder om Huacalera. 
Omgivningarna runt Huacalera är i huvudsak ett öppet busklandskap.